# Louis Schuberth
Louis Schuberth, född den 18 april 1806 i Magdeburg, död 1850 i Sankt Petersburg, var en tysk dirigent och komponist. Han var son till musikern Gottlob Schuberth och bror till förläggaren Julius Schuberth.
Schuberth studerade violoncell för Dotzauer och teori och komposition för von Weber. Redan vid tolv års ålder blev han medlem av  hemstadens orkester. Senare var Schuberth dirigent i Oldenburg och Riga, tills han 1835 anställdes vid teatern i Königsberg. År 1837 flyttade han till Danzig och ersattes av Richard Wagner. Han återvände dock den 1 oktober 1840 till Königsberg. Schuberth efterlämnade stråkkvartetter, klavertrios, klaversonater och flera symfonier.